# 독무재
독무재(獨茂齋)는 대구광역시 수성구 만촌1동에 있는 조선시대의 재실이다. 1989년 6월 15일 대구광역시의 문화재자료 제17호로 지정되었다.

## 개요
19세기 중엽의 하시찬 선생을 모신 재실로 그의 제자들이 세웠다.
하시찬 선생은 조선 영조 26년(1750)에 대구시 수성구에서 태어났으며 예학에 밝아 책을 저술하기도 하였다. 그는 지금의 독무재가 있는 곳에서 서쪽으로 50m 떨어진 독무암루에서 살았으며, 순조 28년(1828)에 돌아가셨는데 명성이 높아 제자들이 끊이지 않았다고 한다.
독무재 안은 재실인 독무재가 있고 그 왼쪽 뒤로는 별도의 담장을 두고 사당인 경덕사가 자리잡고 있다.
앞면 3칸·옆면 1칸 반 규모이며 중앙에 마루를 두었다. 지붕은 옆면에서 볼 때 사람 인(人)자 모양의 맞배지붕으로 꾸몄다.

## 참고 문헌
- 독무재 - 국가유산청 국가유산포털